# Grupo 5 de Caza
El Grupo 5 de Caza (G5C) es una unidad de caza de la Fuerza Aérea Argentina. Está basada en la V Brigada Aérea (V BA), en el aeropuerto de Villa Reynolds, provincia de San Luis.

## Historia

### Formación
En la década de 1960, la Fuerza Aérea Argentina seleccionó al Douglas A-4 Skyhawk para renovar su flota, que estaba obsoleta. El 29 de octubre de 1965, el Gobierno de Argentina firmó un contrato con Douglas Aircraft Company por 50 aviones A-4B excedentes de la Fuerza Aérea de Estados Unidos, repuestos, entrenamiento y modernización. Oficialmente, Douglas otorgó a las aeronaves una nueva denominación por ser objeto de exportación: A-4P. Sin embargo, en Argentina nunca fue adoptado tal nombre y los aviones fueron siempre denominados con el nombre A-4B.
El 27 de abril de 1966 la FAA creó el Grupo 5 de Caza-Bombardero, que reemplazaría al CB-4 en 1967. En junio de 1966, la selección de aviadores viajó a la Estación Aeronaval Olathe, en Gardner, Kansas, donde recibió entrenamiento en los aviones. Argentina incorporaba nuevas técnicas como el reabastecimiento en vuelo y el enganche del cable de frenado. El 1 de agosto de 1966 uno de los aviones se precipitó a tierra por falla del suministro de combustible durante la maniobra de aterrizaje. El piloto saltó y sobrevivió aunque el A-4B fue perdido.
En cuatro fletes, los 49 aviones viajaron de Olathe a Villa Reynolds (Argentina), donde su base definitiva. El primer ferry que llegó el 31 de octubre de 1966 fue recibido por el comandante en jefe de la Fuerza Aérea, brigadier general Adolfo Álvarez.

### Crecimiento
El Grupo 5 formó en 1972 la escuadrilla acrobática Halcones Azules, compuesto por seis aviones A-4B. Este singular grupo debutó en una demostración de habilidades en el aeropuerto de Ezeiza. En 1973 la escuadrilla realizó una exhibición en la ciudad de Paraná que culminó con prácticas de tiro aire-tierra en el río Paraná y reabastecimiento en vuelo.
El 10 de agosto de 1974 —Día de la Fuerza Aérea Argentina— un número de 39 aviones A-4 Skyhawk asistieron al acto conmemorativo, con la revista de la presidenta María Estela Martínez de Perón seguida del pasaje de los aviones sobre la I Brigada Aérea. En 1975 los Skyhawk realizaron una maniobra similar en ocasión del Día de la Independencia de Uruguay, cuando una formación de sobrevoló Montevideo durante los festejos.
La primera acción de combate real del Grupo 5 de Caza ocurrió en el Operativo Independencia, que se desarrollaba en la provincia de Tucumán desde febrero de 1975 por orden de María Estela Martínez de Perón. El 6 de noviembre, una escuadrilla de A-4B Skyhawk realizó un lanzamiento de bombas de fragmentación y fuego de cañones en coordinación con el Ejército Argentino. A partir del día 18, la Fuerza Aérea Argentina inició el Plan Torión, realizando 14 misiones de combate en las zonas rurales de la provincia.
Durante 1978, el histórico conflicto del Beagle tensionaba las relaciones entre Argentina y Chile. La V Brigada Aérea realizó numerosos ejercicios de armamento utilizando el campo de tiro de Las Lajas, Mendoza.

### Guerra de las Malvinas
El 2 de abril de 1982, inició la guerra de las Malvinas con la Operación Rosario. Ese mismo día, en el marco de la operación, la V Brigada Aérea inició los preparativos para el despliegue de aviones al sur.
El 14 de abril de 1982 el Grupo 5 de Caza comenzó a desplegarse a su base de operaciones en la Base Aérea Militar Río Gallegos, en el sur de Argentina. Una porción de los aviadores voló en los aviones A-4B Skyhawk y la otra viajó en aviones de transporte.
El 1 de mayo de 1982 la expedición británica de invasión —Fuerza de Tareas 317— atacó Puerto Argentino/Stanley, hecho que marcó el inicio de las hostilidades en las Malvinas. En el primer día de la batalla aérea, ningún Skyhawk alcanzó su objetivo.

#### Ataque aéreo del 12 de mayo
El 12 de mayo el destructor HMS Glasgow y la fragata HMS Brilliant cañoneaban Puerto Argentino. El Grupo 5 de Caza despachó las Escuadrillas «Cuña» y «Oro», armadas de bombas MK-17 de 454 kg de peso. La primera se compuso por el primer teniente Manuel Oscar Bustos (C-246), el teniente Jorge Ibarlucea (C-208), el teniente Mario Victor Nivoli (C-206) y el alférez Alfredo Jorge Alberto Vázquez (C-242). La segunda se integró por el capitán Antonio Zelaya (C-225), el teniente Juan José Arrarás (C-244), el primer teniente Fausto Gavazzi (C-248) y el alférez Guillermo Dellepiane (C-239). El par de barcos estaba en próximo a Fitz Roy. La Escuadrilla «Oro» atacó a los barcos desde esta localidad con dirección al sur. Un misil superficie-aire Sea Wolf proveniente del Glasgow derribó y mató al teniente Nivoli. A continuación otro eliminó al teniente Ibarlucea, quien ya había disparado su bomba. El primer teniente Bustos alcanzó el escape y llamó a la Escuadrilla a reagruparse. En ese momento vio un misil aproximándosele, intentó evadirlo, tocó el agua y se estrelló en el mar. Existe otra versión por la cual murió abatido por un misil efectivamente. El alférez Vázquez lanzó su bomba y escapó descendiendo a una altura muy baja.
Un número escaso de minutos después la Escuadrilla «Oro» cayó en la zona y atacó a los barcos a 40° con respecto al eje longitudinal de los mismos. Zelaya, Arrarás y Gavazzi se lanzaron contra el Glasgow y Dellepiane contra la Brilliant. La bomba MK-17 lanzada por Gavazzi penetró en la banda de estribor y 1 metro arriba de la línea de flotación del Glasgow, abriendo un agujero en ambas bandas, por los cuales entraba ingente agua, inutilizando ambas turbinas, dañando el sistema de combustible de los motores y dañando el sistema de energía. En consecuencia, el destructor se vio forzado a retirarse del teatro de operaciones. El comandante operacional de la Fuerza de Tareas 317, almirante John Forster Woodward, a raíz del ataque, decidió no volver a enviar más barcos a las Malvinas en horas diurnas. En el regreso una batería del Grupo de Artillería de Defensa Aérea 601 en Puerto Darwin derribó a Gavazzi, quien murió en el acto.

#### Batalla de San Carlos
El 21 de mayo el Grupo de Tareas 317.0 —grupo británico de buques de desembarco— comandada por el comodoro Michael Clapp inició el desembarco de San Carlos. El trasatlántico Canberra y los buques de desembarco Fearless e Intrepid incursionaron con la escolta del destructor Antrim y las fragatas Ardent, Argonaut, Antelope Brilliant, Broadsword y Yarmouth. Todos ellos avanzaron por el norte del estrecho de San Carlos.

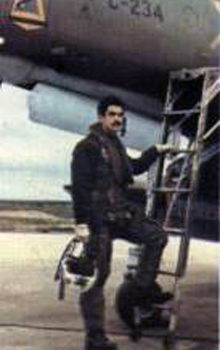
El entonces capitán Pablo Marcos Rafael Carballo junto al A-4B Skyhawk C-234.

La primera en salir fue la Escuadrilla «Mula», integrada por el capitán Pablo Carballo (C-204), el teniente Carlos Rinke (C-231), el primer teniente Carlos Cachón (C-250) y el alférez Leonardo Carmona (C-214). A la mitad del trayecto Rinke y Cachón regresaron por inconvenientes técnicos. Al arribar al estrecho, Carballo y Carmona encontraron lo que describieron como un buque de gran tamaño. Carmona lanzó su bomba ignorando la orden de su jefe de no hacerlo. Existe controversia respecto a este hecho en cuanto a que se informa que el barco en cuestión era el argentino Río Carcarañá. Carballo desmiente dicha versión argumentando que conocían la posición de este buque —más al norte— y en realidad se trató de una nave inglesa. Sin más armamento, Carmona regresó a la base. El capitán Carballo continuó solo hacia el norte del estrecho. En la bahía de Ruiz Puente encontró y atacó a la fragata Ardent. El piloto argentino estima que hizo blanco.
Después el Comando de la Fuerza Aérea Sur ordenó la salida de dos escuadrillas compuestas por tres aviones cada una. Partieron las Escuadrillas «Orión» y «Leo», al mando de los primeros tenientes Mariano Velasco (C-225) y Alberto Filippini (C-215) respectivamente. El Skyhawk de Velasco tuvo inconvenientes por lo que se volvió a la base. Entonces sus numerales, los tenientes Carlos Osses (C-239) y Fernando Robledo (C-222), se unieron a la Escuadrilla «Leo». En el estrecho atacaron a la fragata Argonaut. La arremetida aérea de los cinco A-4B Skyhawk causó la inutilización de los motores, perdió el timón de dirección y explotó una caldera lo que causó la explosión espontánea de tres misiles Sea Cat. Dos marineros murieron y tres quedaron heridos. La Argonaut fue remolcada por la Plymouth. Por último la fragata se retiró a Gran Bretaña.
El día 21 de mayo el Grupo 5 de Caza no sufrió ningún derribo al tiempo que la Fuerza Aérea Sur perdió siete aviones.

#### Hundimiento del Coventry
El destructor HMS Coventry y la fragata HMS Broadsword se establecieron en una posición a 30 km al norte de la isla Borbón en modo piquete de radar, esto es, conjurar los ataques aéreos argentinos. El Comando de la Fuerza Aérea Sur ordenó la salida de las Escuadrillas «Zeus» y «Vulcano» —tres aviones cada una— para atacar a aquellos barcos. La «Zeus» se constituyó por el primer teniente Mariano Velasco (C-212), el alférez Jorge Barrionuevo (C-207) y el teniente Carlos Osses (C-208); y la «Vulcano» se compuso por el capitán Pablo Carballo (C-225), el teniente Carlos Rinke (C-214) y el alférez Leonardo Carmona. Carmona no despegó por fallas en su avión y Osses regresó tras unos 444 km de viaje. Los aviadores siguieron como secciones. La Sección «Vulcano» atacó a la Broadsword sin lograr hundirla. La Sección «Zeus» se lanzó contra el Coventry haciendo blanco con tres bombas que causaron el hundimiento del destructor.

#### Ataque aéreo de bahía Agradable

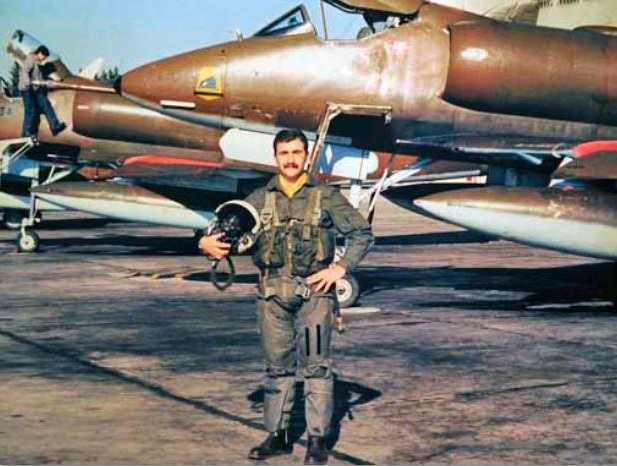
El entonces alférez Alfredo Jorge Alberto Vázquez, fallecido en el ataque de bahía Agradable.

El 8 de junio la Fuerza de Tareas 317 destacó a Fitz Roy un grupo de desembarco compuesto por el RFA Sir Galahad y RFA Sir Tristram. Estos barcos iban a desembarcar a elementos de la 5.ª Brigada de Infantería que una vez en tierra completarían el sitio contra Puerto Argentino/Stanley. Como respuesta la Fuerza Aérea Sur ejecutó un ataque que los británicos bautizaron como «el día más negro de la flota».
Salieron las Escuadrillas «Mastín» y «Dogo», apoyadas por el reabastecedor KC-130H Hercules «Parca». Cada Skyhawk iba armado de tres bombas BRP-250. Los «Mastín» eran el primer teniente Alberto Filippini (C-250), el teniente Daniel Gálvez (C-214), el teniente Vicente Autiero (C-237) y el alférez Hugo Gómez (C-230). Los «Dogo» eran el capitán Pablo Carballo, el teniente Carlos Rinke, el primer teniente Carlos Cachón y el alférez Leonardo Carmona. En el reabastecimiento en vuelo Filippini, Autiero y Carballo se vieron forzados a regresar a la base por fallas en sus aviones. Entonces Cachón se hizo cargo de las escuadrillas. Antes de separarse, Carballo instruyó a aquel:  [sic] «ataquen con intervalo de un minuto, tres aviones adelante y dos atrás,… y ¡llévelos a la gloria!». Los «Dogo», Cachón, Carmona y Rinke, seguidos por los «Mastín», Gálvez y Gómez. Al arribar donde los barcos, se lanzaron contra éstos. Cachón arrojó y acertó sus bombas en el centro de la estructura del Sir Galahad. Carmona también acertó. Por último las bombas de Rinke rebotaron en el agua y explotaron en la costa, afectando un vehículo británico. Viendo al Sir Tristram destruido, Gómez y Gálvez enfilaron contra el Sir Galahad. Ambos acertaron con sus bombas que obliteraron a la embarcación.

#### Bombardeo del monte Dos Hermanas
El 13 de junio de 1982 fue el último día de la batalla aérea de Malvinas y el último día de combate de la Fuerza Aérea Argentina. Se formaron las Escuadrillas «Nene» y «Chispa». Un número total de ocho A-4B armados de tres bombas BRP-250 conformaron las formaciones. Los «Chispa» fueron el capitán Antonio Zelaya, el teniente Omar Gelardi, el teniente Luis Cervera y el alférez Guillermo Dellepiane. Los «Nene» fueron el capitán Carlos Varela, el teniente Mario Roca, el teniente Sergio Mayor y el alférez Marcelo Moroni. La misión consistió en atacar un puesto de comando británico en el monte Dos Hermanas con cuatro patrullas aéreas de combate británicas en ciernes. Primero arribó la Escuadrilla «Nene» a la zona, donde el ejército británico había establecido una base. Helicópteros Sea King británicos intentaron repeler el ataque. Los cuatro A-4B arrojaron sus bombas y escaparon bajo un fuego antiaéreo intenso. Mientras tanto, la Escuadrilla «Chispa» quedó conducida por Cervera, al regresar Zelaya por fallas en el avión. Cervera juntamente con Dellepiane lanzaron sus bombas después de hacerlo los «Nene».
El 14 de junio se esperaba continuar las operaciones mas se recibió la comunicación de la caída de Puerto Argentino.

#### Pérdidas
Lista de aviones perdidos en el conflicto:
- A-4B C-246
- A-4B C-208
- A-4B C-206
- A-4B C-248
- A-4B C-242
- A-4B C-244
- A-4B C-215
- A-4B C-226
- A-4B C-228
- A-4B C-204

Lista de pilotos fallecidos:
- Capitán Hugo Ángel del Valle Palaver
- Primer teniente Danilo Rubén Bolzán
- Primer teniente Manuel Oscar Bustos
- Primer teniente Fausto Gavazzi
- Primer teniente Luciano Guadagnini
- Primer teniente Mario Victor Nívoli
- Teniente Juan José Arrarás
- Teniente Jorge Ibarlucea
- Alférez Alfredo Jorge Alberto Vázquez

### Posguerra
Tras el conflicto, los A-4C Skyhawk pertenecientes a la IV Brigada Aérea fueron transferidos a la V Brigada reuniendo a todos los aviones de la familia.
Entre el 1 y el 9 de julio de 1983, la Fuerza Aérea Argentina realizó su primer ejercicio de combate disimilar, es decir, combate aire-aire entre aviones de distintas performances. Los A-4B del Grupo 5 practicaron maniobras con aviones IA-58 Pucará, Mirage IIIEA y Dagger.
En 1989 el Proyecto Halcón reemplazó con éxito los cañones Colt Mk 12 por los DEFA 553.

### El A-4AR Fightinghawk (1997-presente)
El 10 de marzo de 1995 se suspendió totalmente la actividad de los A-4, tras la muerte del primer teniente Mario Bordagaray en un accidente. La investigación concluyó que el avión se había precipitado al suelo por la rotura del motor y la falla del sistema de eyección. En diciembre del mismo año se habilitaron nuevamente los vuelos.
En el mismo año, el Gobierno había contratado a Lockheed Martin para la compra de 36 A-4M excedentes que serían modernizados. Los primeros A-4AR Fightinghawk llegaron a Argentina el 19 de diciembre de 1997. La despedida de los A-4B y A-4C fue llevado a cabo durante el 50.º aniversario de las brigadas aéreas, el 15 de marzo de 1999. Ese día, dos A-4B y dos A-4C realizaron su último desfile seguido de su último vuelo, con destino al Museo Nacional de Aeronáutica de Morón, provincia de Buenos Aires.
El 26 de junio de 1998, los A-4AR hicieron su primera presentación en el ejercicio Antuna eI ante el ministro de Defensa Jorge Domínguez, el jefe de la Fuerza Aérea Rubén Montenegro y legisladores nacionales. En agosto, el Grupo 5 participó del ejercicio Águila I o Southern Falcon, celebrado en la V Brigada Aérea junto a cazas F-16C del 160.º Escuadrón de Caza de la USAF, además del Grupo 6 de Caza. Del 18 al 28 de abril de 2001, se realizó la segunda edición junto al Escuadrón I del Grupo 6 y el 121.º Escuadrón de Caza de EE. UU.

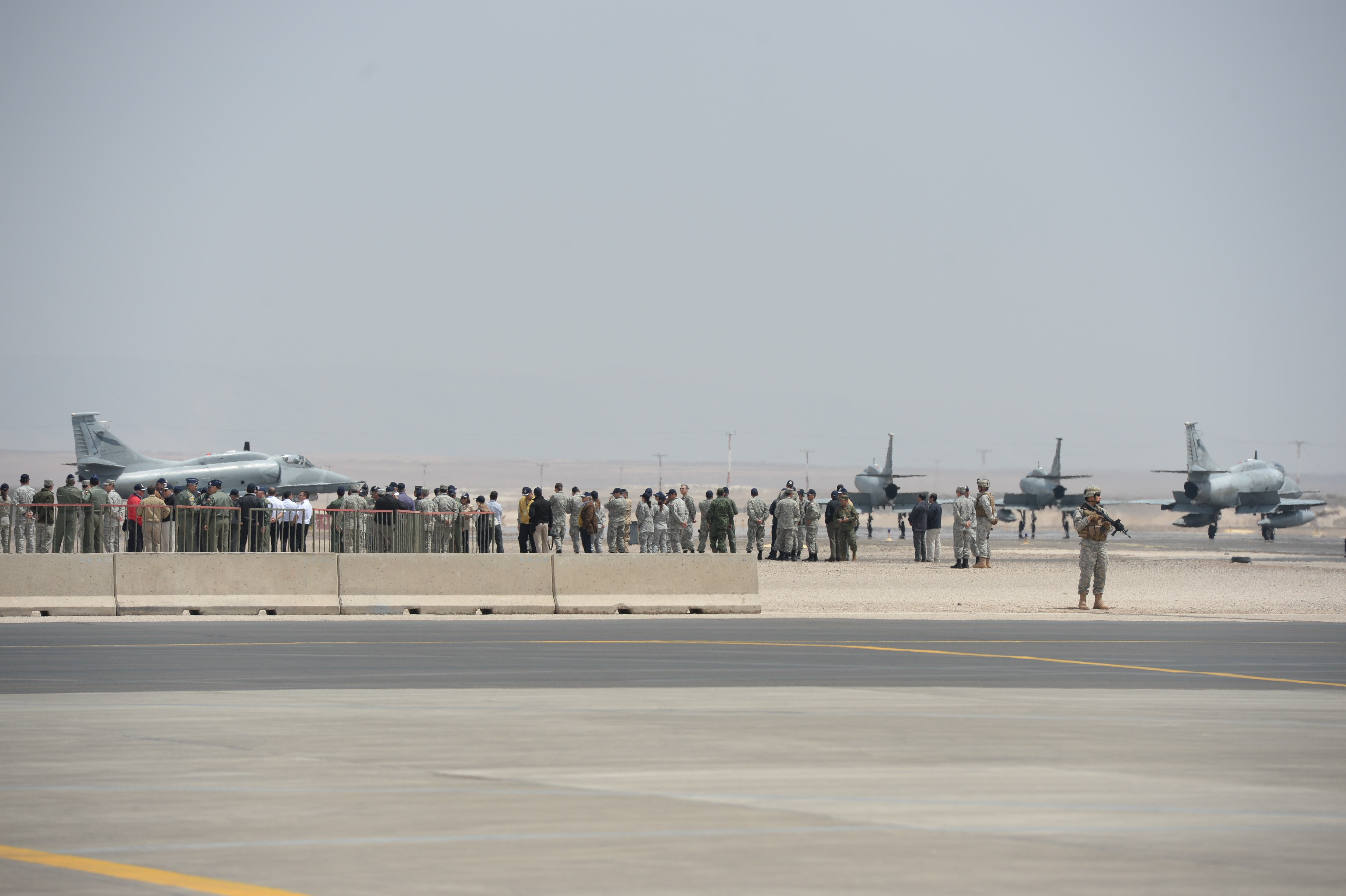
A-4AR en el ejercicio Salitre.

Al menos cinco Fightinghawk participaron de la custodia de la IV Cumbre de las Américas, celebrada en Mar del Plata en noviembre de 2004.
El 6 de julio de 2005 un A-4AR resultó destruido en Justo Daract. El piloto, primer teniente Horacio Flores, murió en el accidente.
El Grupo 5 prestó seguridad a la Cumbre de Presidentes del Mercosur que se llevó a cabo en Córdoba en julio de 2006. En 2008 se realizó otra reunión en San Miguel de Tucumán, donde la unidad también estuvo presente.
Durante 2009 brindaron seguridad aérea a la cumbre de Unasur realizada en San Carlos de Bariloche, luego de ello se destacaron a Antofagasta para el ejercicio combinado Salitre.
La unidad comenzó la década de los 2010 sin programar grandes cambios a futuro, teniendo en dotación uno de los últimos sistemas de armas incorporados por la fuerza y el mejor elemento de combate disponible. Mientras tanto, la participación en ejercicios conjuntos es constante, realizando despliegues en diversos puntos del país.
El 25 de mayo de 2010, Bicentenario de la Revolución de Mayo, cuatro A-4AR del Grupo 5 integraron el segundo desfile aéreo.
En 2010, sus aviones integraron el despliegue aéreo de seguridad en la XXXIX Cumbre del Mercosur realizada en San Juan, para luego hacerlo en la XX Cumbre Iberoamericana organizada en Mar del Plata. Una nueva cumbre del Mercosur, efectuada en Mendoza en 2012, contó con el respaldo de los A-4AR.
El 14 de febrero de 2013, un OA-4AR se estrelló en el Aeropuerto Vicecomodoro Ángel de la Paz Aragonés de Santiago del Estero. Los dos pilotos sobrevivieron al eyectarse.
En 2017, el Grupo 5 proveyó seguridad aérea a Guaymallén, donde se celebraba la Cumbre del Mercosur.
El 5 de agosto de 2020, un A-4AR cayó en Villa Valeria, Córdoba. Aunque se eyectó, el piloto, primer teniente Gonzalo Fabián Britos Venturini, murió en el accidente.

## Organización y asiento
El Grupo 5 de Caza pertenece a la V Brigada Aérea, con asiento en la Guarnición Aérea Villa Mercedes, en la localidad puntana de Villa Reynolds. La Brigada, conocida como la «cuna de los halcones», funciona desde el aeropuerto local.
El Grupo 5 se constituye por los Escuadrones I y II, donde se distribuyen los A-4AR. Además, se cuenta con la Escuadrilla de Servicios, equipada con un avión Cessna 182 y un helicóptero Hughes 500D.

## Dotación

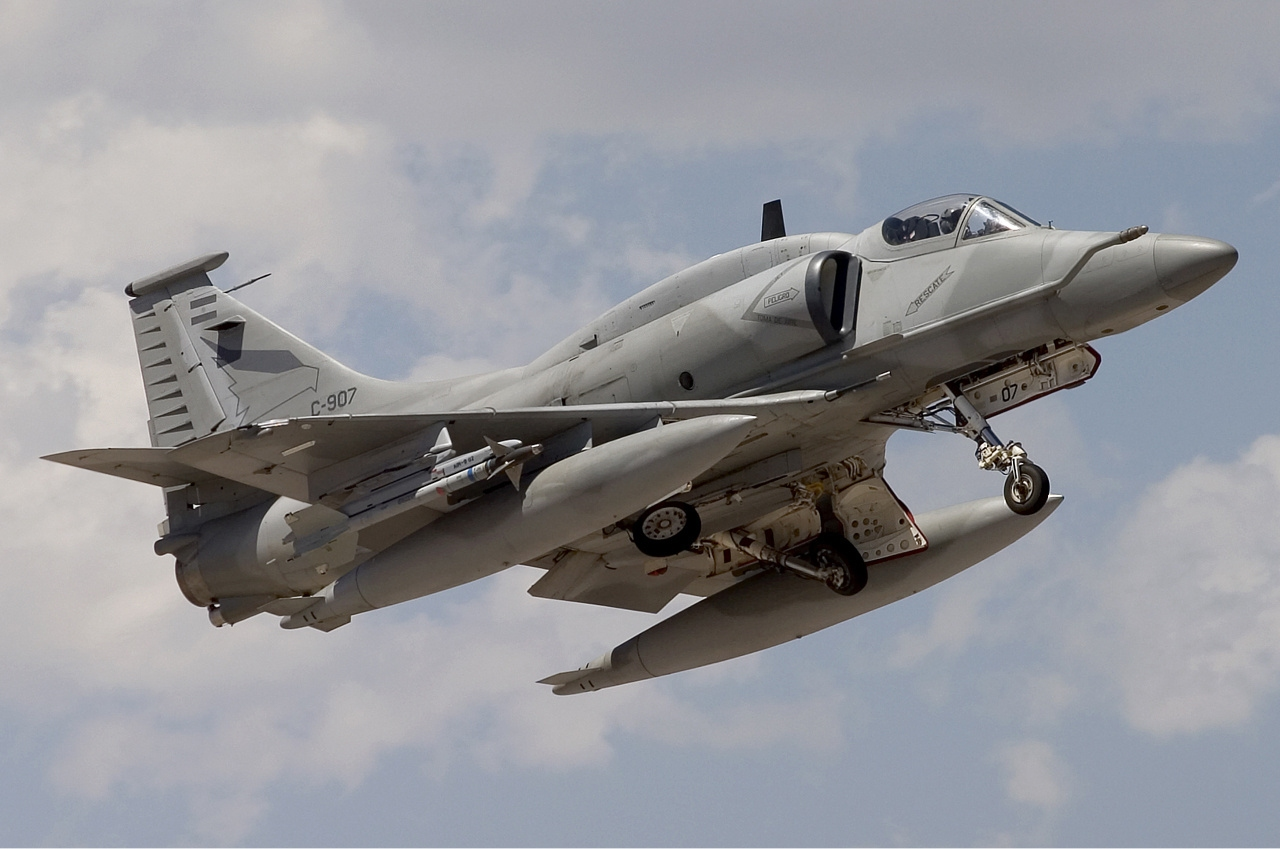
Un A-4AR Fightinghawk en vuelo.

Según llegaban a San Luis, la FAA pintaba a los A-4B de color plateado con los labios de las tomas de aire en rojo y panel antireflejos en negro mate. En 1968 la V Brigada Aérea y el Taller Regional Río Cuarto diseñaron un camuflaje de marrón y verde en la parte superior y gris en la sección inferior.
El Grupo 5 incorporó 32 A-4AR más cuatro OA-4AR a fines de los años noventa. Hacia 2019, se estimaba que solo se contaba con 12, de los cuales seis estaban en servicio.

## Emblemas
El escudo del Grupo 5 de Caza contiene la cabeza de un halcón con fondo de color amarillo. En su parte inferior cruza una banda negra y abajo de esta se manifiesta el lema de la unidad: Ad astra per aspera, que en latín significa «hacia las estrellas a través de las dificultades». Este escudo fue diseñado por tres oficiales del Grupo de Tareas «Halcón» en 1966.
Los pilotos visten el pañuelo correspondiente al Sistema de Armas que sirve en la unidad, el del A-4AR mantiene el tradicional fondo amarillo de los Skyhawk, con el escudo del A-4AR en sus extremos.
Desde 1982, los aviadores pintaban las siluetas de los buques británicos atacados en los aviones apenas se confirmaba su avería. Con el paso del tiempo, tal cosa fue desvirtuada y comenzaron a aparecer más aviones con siluetas incluso en aquellos que no debían llevarlas.